# Ludwig Vogel
Ludwig Vogel (ur. 10 lipca 1788 w Zurychu, zm. 20 sierpnia 1879 tamże) – szwajcarski malarz i grafik.

Przyuczał się do zawodu cukiernika, jednocześnie pobierając lekcje malarstwa m.in. u Johanna Heinricha Füssli i Konrada Gessnera. Od 1807 roku utrzymywał się już wyłącznie z malarstwa. W 1808 roku rozpoczął studia w Akademii Sztuk Pięknych w Wiedniu, po roku zakładając z innymi studentami przeciwstawiające się akademizmowi Bractwo św. Łukasza. W 1810 założyciele Bractwa wyjechali do Rzymu, gdzie zamieszkali w opuszczonym klasztorze Sant’Isidoro.

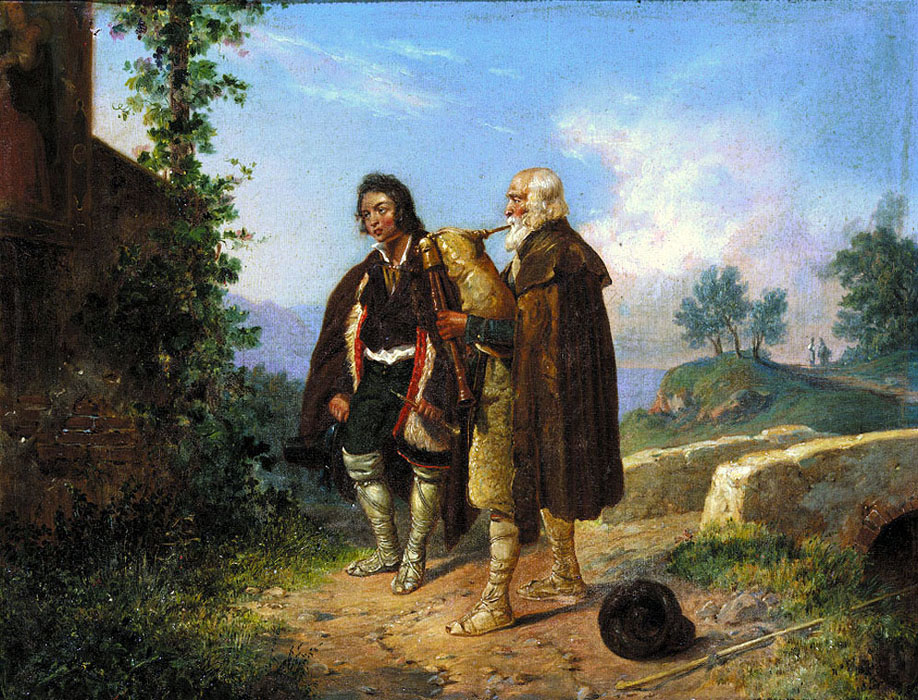
Dwaj chłopi

Malował głównie sceny z historii Szwajcarii, pejzaże i portrety. Obok tradycyjnego malarstwa sztalugowego zajmował się również grafiką i akwarelą.